# Eötvös Károly Lajos
Eötvös Károly Lajos (Solt, 1847. március 11. – Budapest, Józsefváros, 1937. augusztus 27.) ügyvéd, királyi tanfelügyelő, Eötvös Károly képviselőnek ősapai unokatestvére.

## Életútja
Eötvös Károly és Golubics Julianna fia. Középiskoláit Gyönkön és Pesten a református gimnáziumban végezte, mire egy évig bölcselethallgató volt az egyetemen és egy évet a pesti református teológián töltött; azután a jogi tanfolyamot Eperjesen végezte 1869-ben. Ügyvédi vizsgát 1871 tavaszán tett, ezután 1882-ig Szekszárdon, majd Budapesten ügyvédkedett; időközben az óvóképzőtanfolyamot is elvégezte. 1888. decemberben királyi tanfelügyelővé neveztetett ki Háromszék megyébe. Halálát tüdőgyulladás okozta. Felesége Ujhelyi Terézia volt.
Közigazgatási kérdések tárgyalása mellett főként nevelési cikkeket írt, legtöbbet a Tolnamegyei Közlönybe, melynek nyolc évig munkatársa és 1881–82-ben társszerkesztője volt; továbbá a Pesti Naplóba, s a Kisdednevelésbe; 1885-től a Községi Közlönynek is rendes munkatársa volt. Írt még a Magyar Paedagógiai Szemlébe (1886. Olvasókönyveinkről) és a Protestáns Egyházi és Iskolai Lapba (1887. Ujlaki István Petőfi tanítója, A protestáns szépirodalom) stb.
Szerkesztette a Szegzárd c. irodalmi emléklapot 1882-ben. Álneve s jegye: Ráczkevy, E.

## Munkái
- A selyemtenyésztés 100 éve Magyarországon. Szegszárd, 1881.
- Kis világ legújabb Flóri könyve. Gyulay László és Tahy Antal rajzaival. Bpest, 1884. (2. kiadás. Uo. 1890.)
- Népoktatásügyi emlékeztető közigazgatási bizottságok, kir. tanfelügyelőségek stb. számára. Uo. 1887.
- Az egyházi közigazgatás kézikönyve. Uo. 1889.
- Kis iskolai szindarab versekben. (Ism. Prot. Közlöny 48. sz. Szekszárd és Vidéke 1890. 13. sz.)